# Łódzkie Spotkania Baletowe
Łódzkie Spotkania Baletowe – międzynarodowy festiwal baletowy, który odbywa się w Łodzi od roku 1968 w formie biennale na  łódzkiej scenie operowej.
W dotychczasowych edycjach festiwalu udział wzięły zespoły z całej niemal Europy, a także z USA, Kanady, Kuby i Izraela.
Festiwal powstał z inicjatywy Stanisława Piotrowskiego - dyrektora Teatru Wielkiego w Łodzi, i Witolda Borkowskiego - kierownika baletu. Jest polem konfrontacji aktualnych trendów w sztuce baletowej i najważniejszych osiągnięć we współczesnej choreografii.